# Kinnarumma församling
Kinnarumma församling är en församling i Kinnarumma pastorat i Redvägs och Ås kontrakt i Skara stift. Församlingen ligger i Borås kommun i Västra Götalands län.

## Administrativ historik
Församlingen har medeltida ursprung.
Församlingen var till 1940 annexförsamling i pastoratet Seglora, Kinnarumma, Fritsla och Skepult. Från 1940 till 1962 var den annexförsamling i pastoratet Fritsla, Seglora, Kinnarumma och Skephult. Sedan 1962 är församlingen moderförsamling i pastoratet Kinnarumma och Seglora. Pastoratet och de två församlingarna överfördes 2018 från Göteborgs stift och Marks och Bollebygds kontrakt till Skara stift och Redvägs och Ås kontrakt.

## Kyrkor
- Kinnarumma kyrka från 1907
- Rydboholms kyrka från 1852

### Tidigare kyrkor
- Viskafors kyrka från 1919 till 2007 (dekonsekrerad och såld till privatperson)

## Kapell
- Viskans kapell